# Euchloe simplonia
Euchloe simplonia är en fjärilsart som först beskrevs av Jean Baptiste Boisduval 1828.  Euchloe simplonia ingår i släktet Euchloe och familjen vitfjärilar. IUCN kategoriserar arten globalt som livskraftig. Inga underarter finns listade i Catalogue of Life.